# Sông Ping

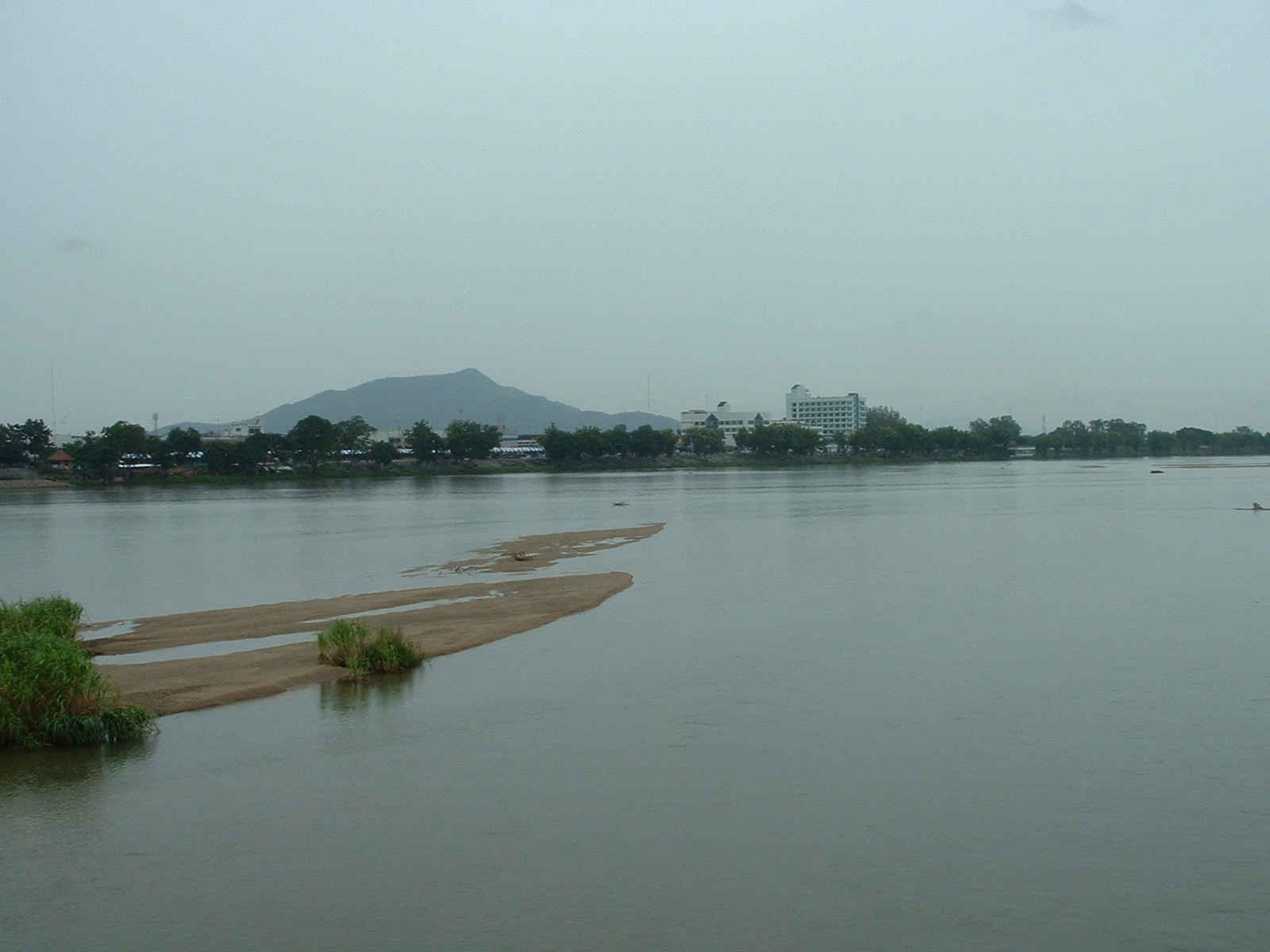
Sông Ping tại Tak

Sông Ping (tiếng Thái Lan: แม่น้ำปิง, Maenam Ping) là một trong bốn chi lưu chính của sông Chao Phraya. Sông này xuất phát tại Doi Chiang Dao ở huyện Chiang Dao, tỉnh Chiang Mai. Sau khi chảy qua thành phố Chiang Mai, sông này chảy qua các tỉnh Lamphun, Tak và Kamphaeng Phet. Tại hợp lưu với sông Nan ở Nakhon Sawan (cũng gọi là Paknam Pho trong tiếng Thái) sông này tạo thành sông Chao Phraya.
Lưu vực sông Ping là địa bàn cư trú chính của người Thái Yuan, chủ nhân của Vương quốc Lanna.